# 제78회 아카데미상
제78회 아카데미상(영어: 78th Academy Awards)은 영화 예술 과학 아카데미 (AMPAS)가 주최하는 상이며, 2005년 영화를 대상으로 2006년 3월 5일에 캘리포니아주 로스앤젤레스 할리우드의 코닥 극장에서 시상식이 행해졌다. 사회자는 존 스튜어트이다.

## 수상 및 후보
2006년 1월 31일에 캘리포니아주 비벌리힐스의 새뮤얼 골드윈 극장에서 아카데미 회장 시드 자니스와 배우 미라 소르비노에 의해 후보가 발표되었다. 《브로크백 마운틴》이 가장 많은 종합 8개 부문 후보를 얻었으며, 《크래쉬》, 《굿 나잇 앤 굿 럭》, 《게이샤의 추억》이 종합 6개 부문으로 타이를 이루었다. 작품상 후보에 오른 다섯 편 영화 모두 감독상 후보 경쟁작들이였다 (작품상 후보 명단이 다섯 편으로 정해진 이래로 오스카 역사상 네 번째에 해당).
수상은 2006년 3월 5일 시상식에서 발표되었다. 시상식에서 여러 개인과 영화의 주목할만한 수상들이 이뤄졌다. 《크래쉬》는 1976년 영화 《록키》 이후로 오스카에서 세 개 부분만을 수상한 첫 작품상 수상작이였다. 감독상 수상자 리안은 감독상을 수상한 첫 비백인 수상자가 되었다. 1962년에 열린 제34회 시상식이래로 배우 관련 네 개 부문 수상자들이 처음으로 후보에 오른 최초의 경우였다. 남우조연상 수상자 조지 클루니는 같은 해에 연기상, 감독상, 각본상 후보에 오른 15번째 인물이자 두 개의 다른 작품으로 앞에 언급한 경우가 된 최초의 인물이다. 《게이샤의 추억》과 《뮌헨》 두 작품으로 후보에 오른덕에 작곡가 존 윌리엄스는 앨프리드 뉴먼과 함께 총 45회의 아카데미상 후보에 오른 타이를 이루었으며, 이는 오스카 역사상 개인으로는 두 번째로 많은 경우에 속한다.[a] "It's Hard out Here for a Pimp"는 주제가상을 수상한 두 번째 랩 노래이자 오스카 시상식에서 공연된 최초의 랩 곡이 되었다.

### 수상

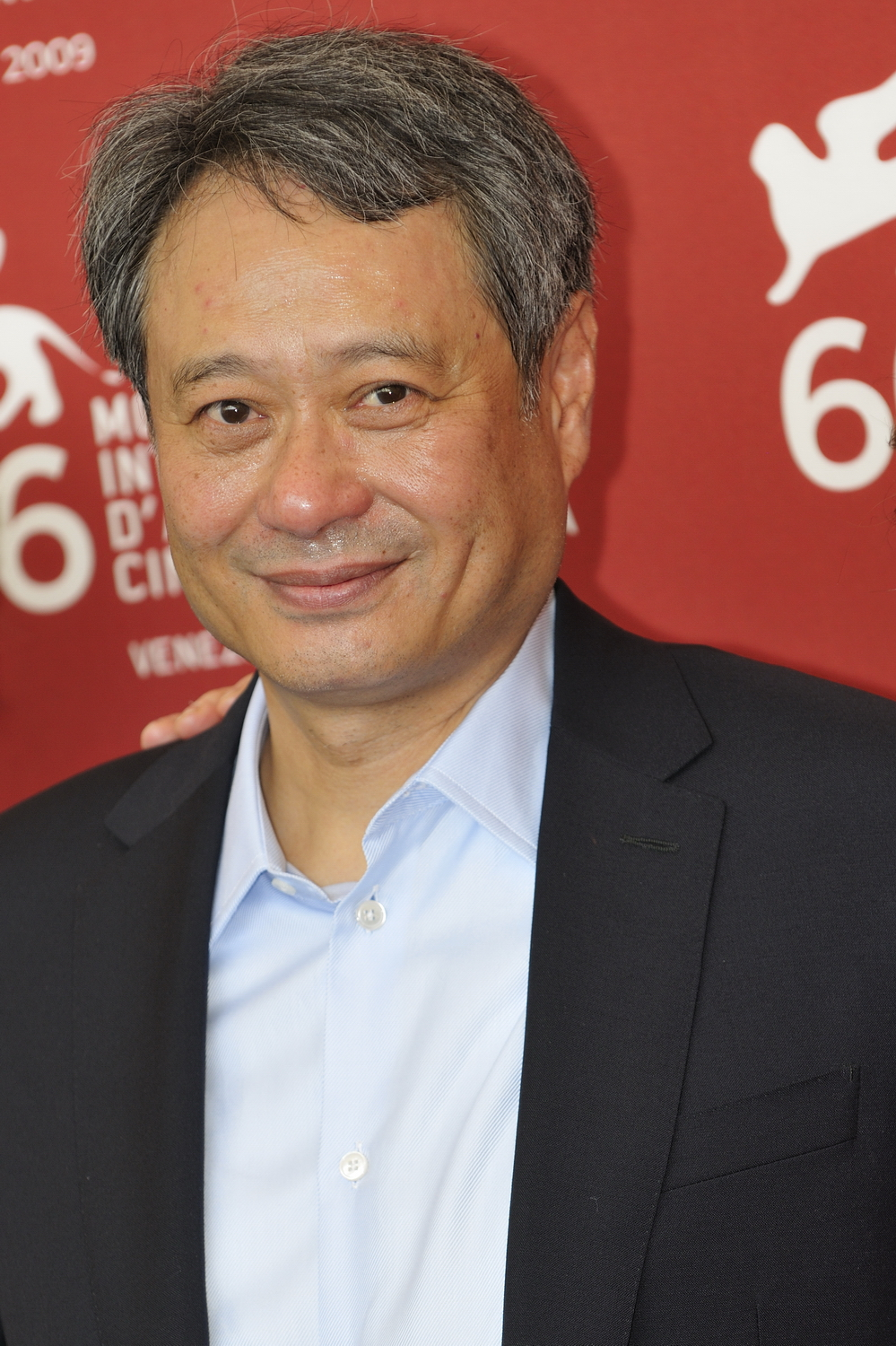
감독상 수상자 리안

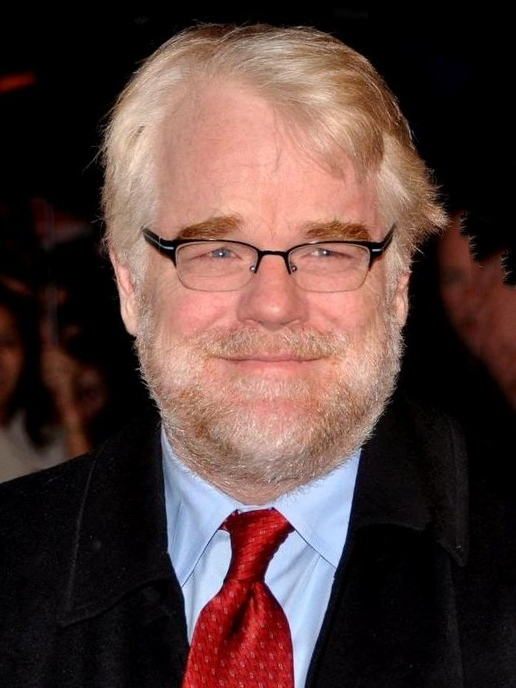
남우주연상 수상자 필립 시모어 호프먼

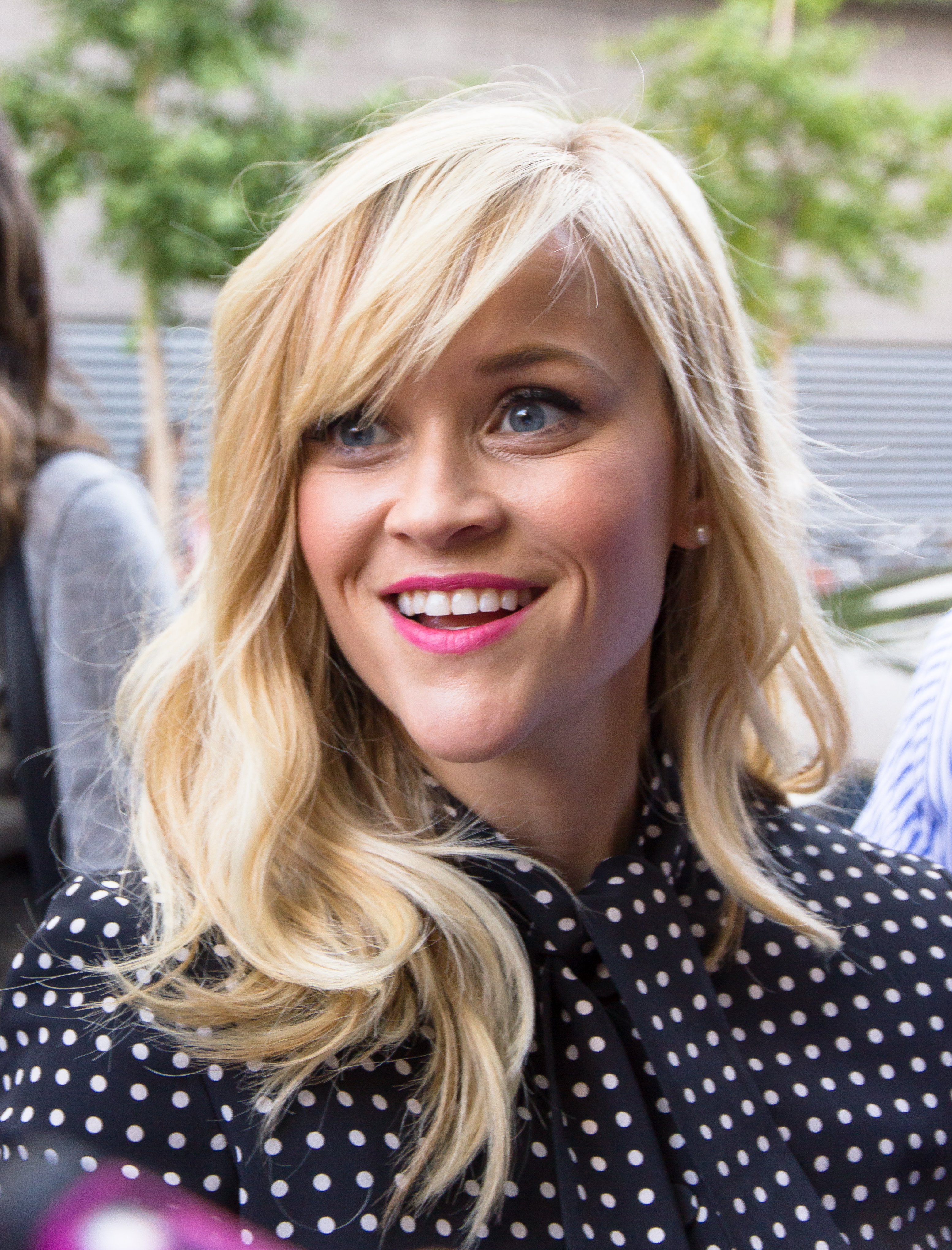
여우주연상 수상자 리즈 위더스푼

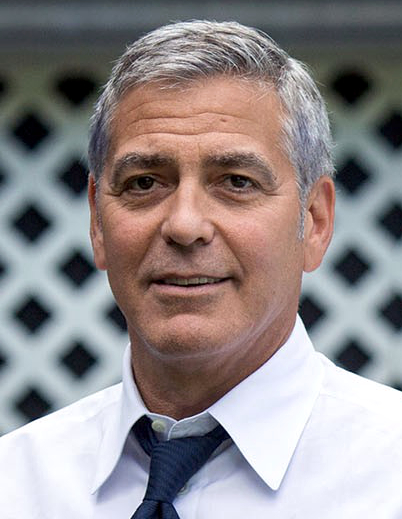
남우조연상 수상자 조지 클루니

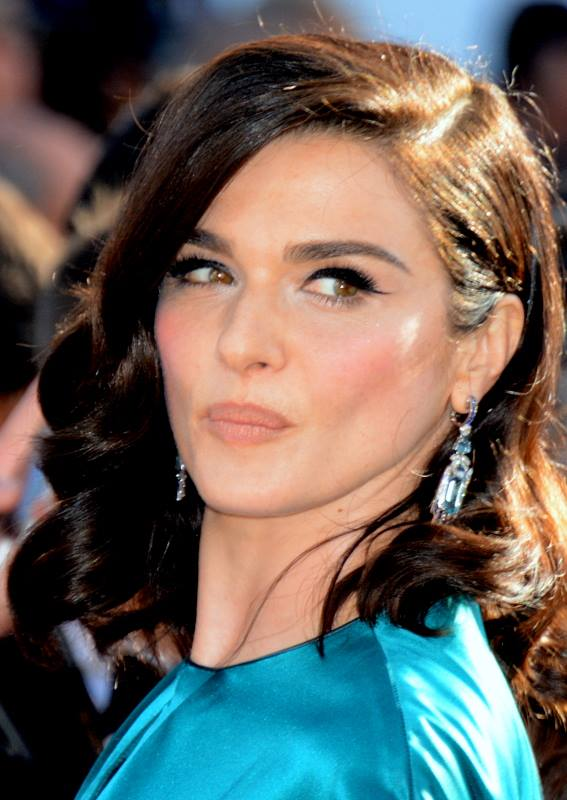
여우조연상 수상자 레이철 바이스

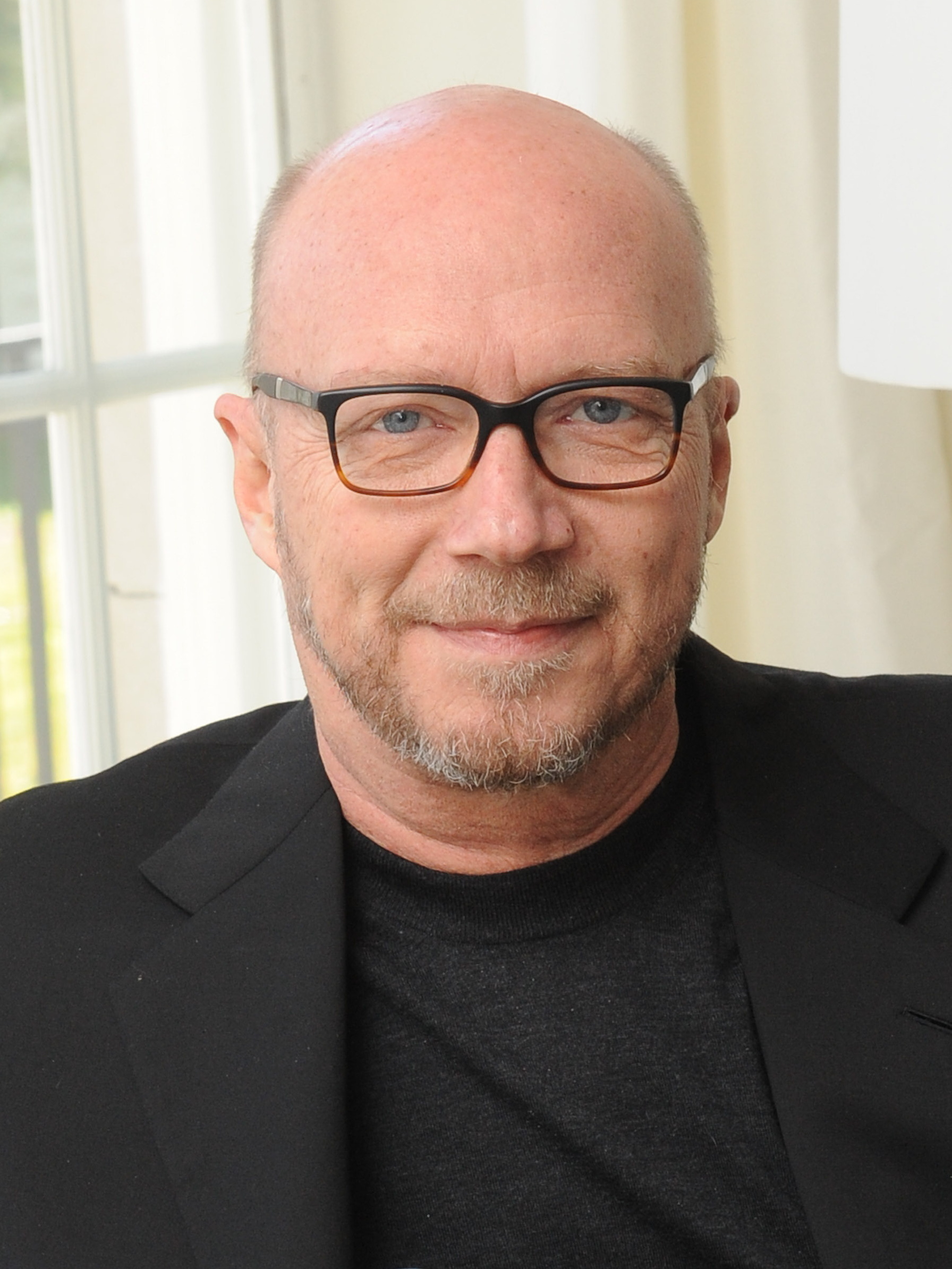
각본상 공동 수상자 폴 해기스

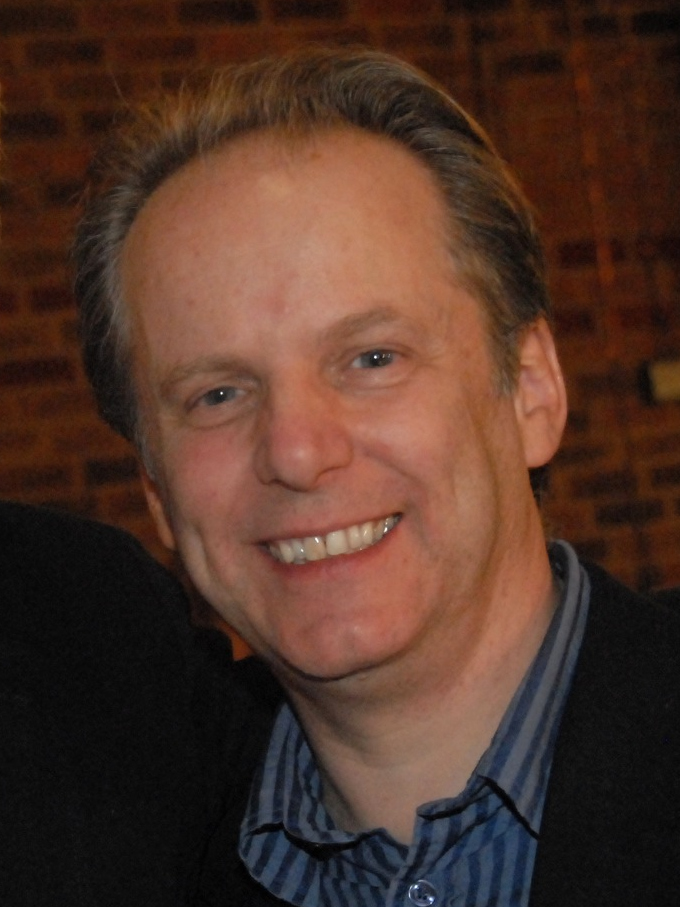
장편 애니메이션 작품상 수상자 닉 파크

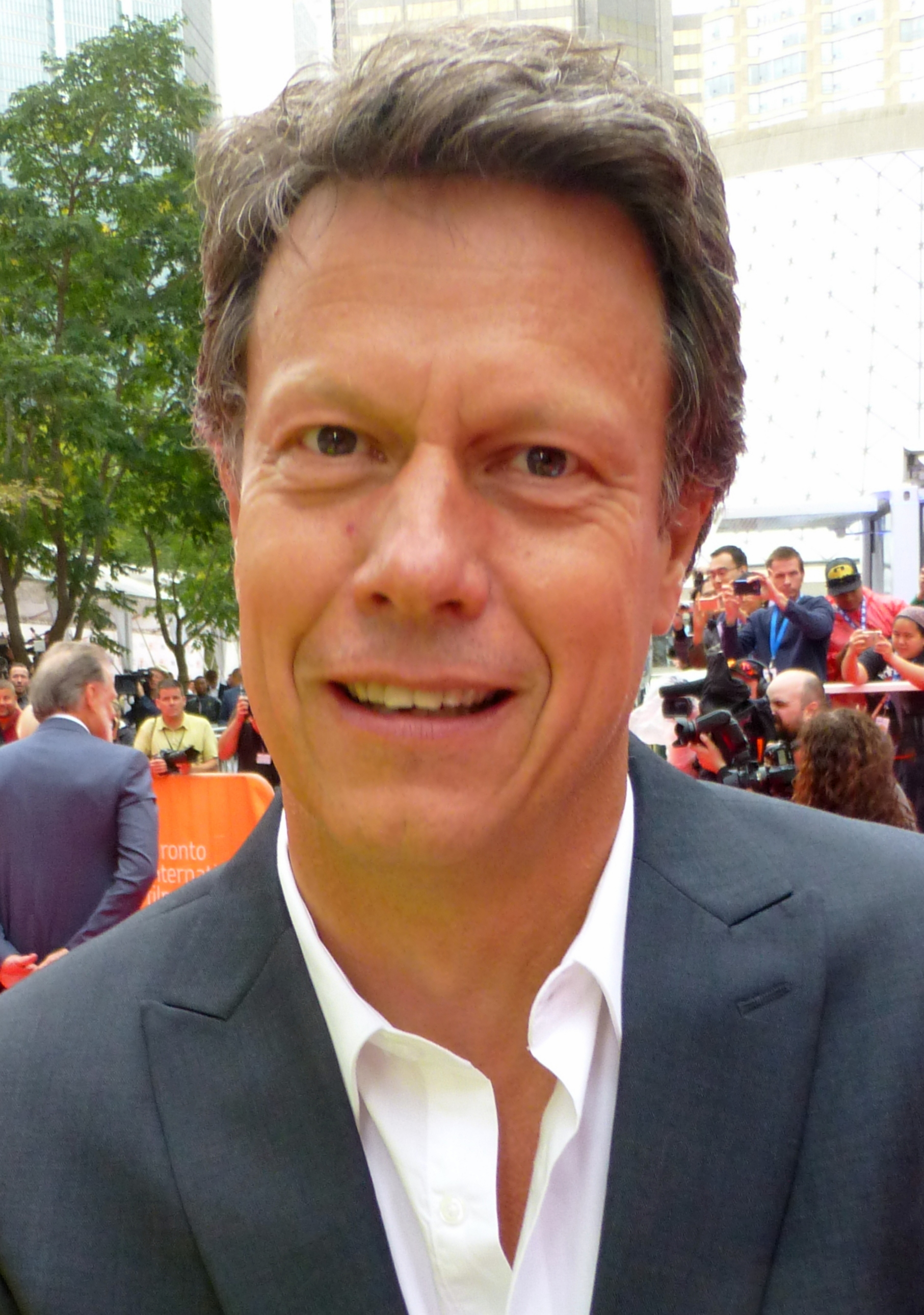
외국어 영화상 수상자 개빈 후드

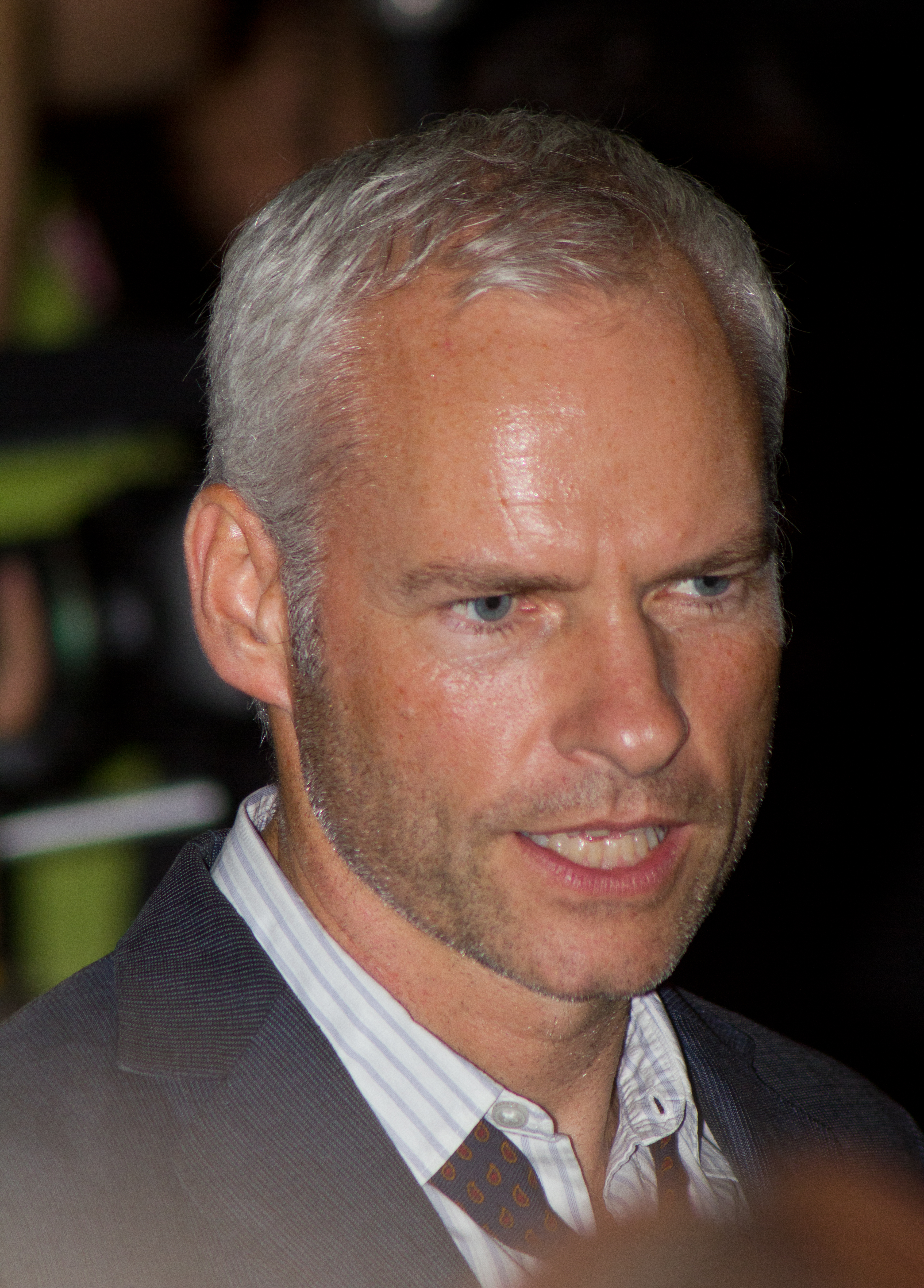
단편 영화상 수상자 마틴 맥도너

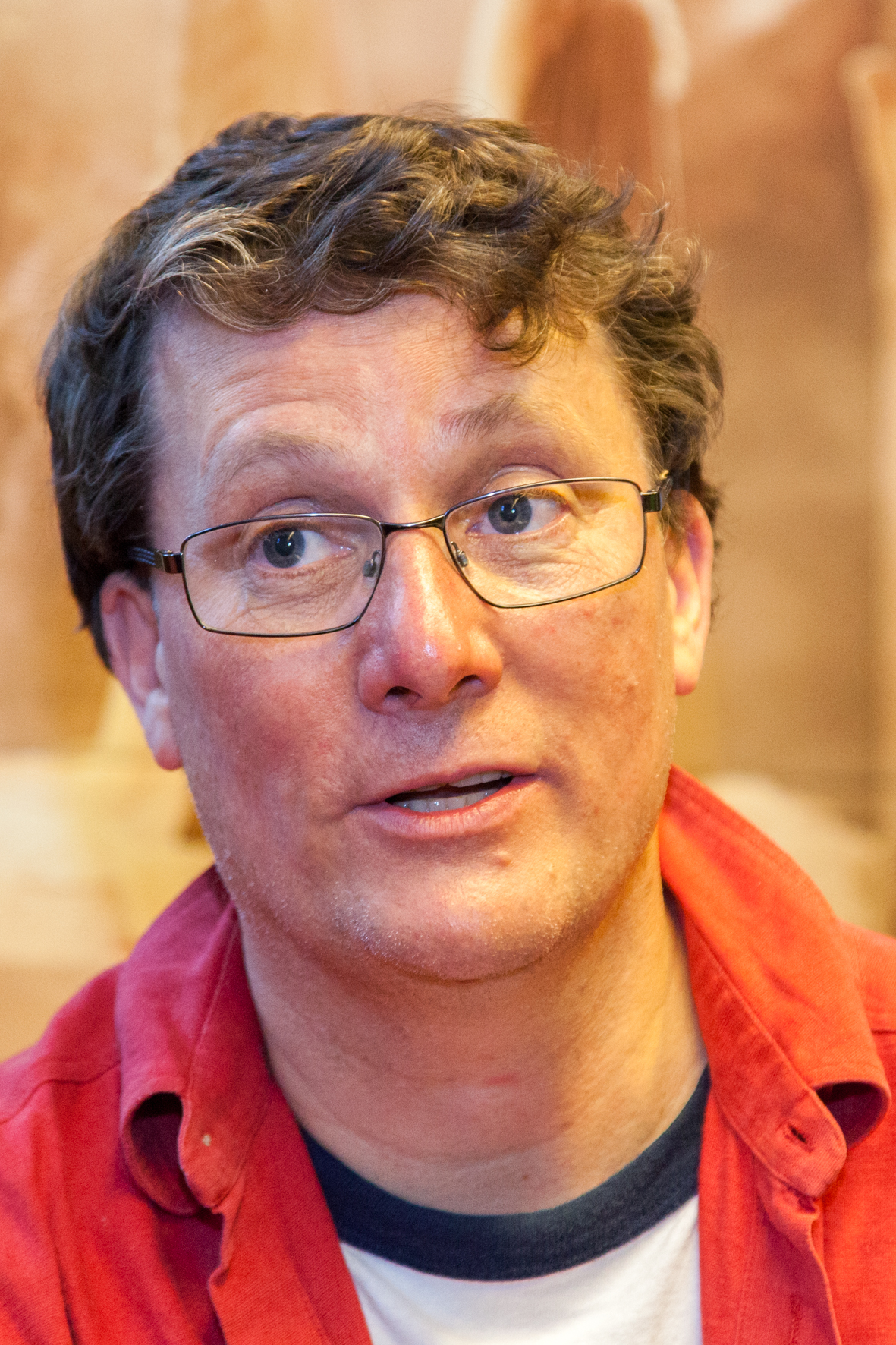
시각효과상 수상자 리처드 테일러

수상자는 굵은 글씨 표시를 해놓았다.
| 작품상 | 감독상 |
| --- | --- |
| - 《크래쉬》 – 제작자 폴 해기스, 케이티 슐먼 - 《브로크백 마운틴》 – 제작자 다이애나 오사나, 제임스 샤머스 - 《카포티》 – 제작자 캐롤라인 베런, 윌리엄 빈스, 마이클 오호벤 - 《굿 나잇 앤 굿 럭》 – 제작자 그랜트 헤슬로프 - 《뮌헨》 – 제작자 케이틀린 케네디, 스티븐 스필버그, 베리 멘델 | - 리안 – 《브로크백 마운틴》 - 베넷 밀러 – 《카포티》 - 폴 해기스 – 《크래쉬》 - 조지 클루니 – 《굿 나잇 앤 굿 럭》 - 스티븐 스필버그 – 《뮌헨》 |
| 남우주연상 | 여우주연상 |
| - 필립 시모어 호프먼 – 《카포티》 - 트루먼 카포티 - 테렌스 하워드 – 《허슬 & 플로우》 - 디제이 - 히스 레저 – 《브로크백 마운틴》 - 에니스 델 마 - 호아킨 피닉스 – 《앙코르》 - 조니 캐쉬 - 데이비드 스트러세언 – 《굿 나잇 앤 굿 럭》 - 에드워드 D. 머로우 | - 리즈 위더스푼 – 《앙코르》 - 준 카터 캐쉬 - 주디 덴치 – 《미세스 헨더슨 프리젠츠》 - 로라 헨더슨 - 펄리시티 허프먼 – 《트랜스아메리카》 - 사브리나 "브리" 오스번 / 스탠리 슈팩 - 키이라 나이틀리 – 《오만과 편견》 - 엘리자베스 베넷 - 샤를리즈 테론 – 《노스 컨츄리》 - 조슬리 에임스                                                                                      |
| 남우조연상 | 여우조연상 |
| - 조지 클루니 – 《시리아나》 - 밥 반스 - 맷 딜런 – 《크래쉬》 - 순사 존 라이언 - 폴 지아마티 – 《신데렐라 맨》 - 조 굴드 - 제이크 질렌홀 – 《브로크백 마운틴》 - 잭 트위스트 - 윌리엄 허트 – 《폭력의 역사》 - 리치 쿠색 | - 레이철 바이스 – 《콘스탄트 가드너》 - 테사 퀘일 - 에이미 애덤스 – 《준벅》 - 애슐리 존스튼 - 캐서린 키너 – 《카포티》 - 넬리 하퍼 리 - 프랜시스 맥도먼드 – 《노스 컨츄리》 - 글로지 닷지 - 미셸 윌리엄스 – 《브로크백 마운틴》 - 알마 비어스 델 마 |
| 각본상 | 각색상 |
| - 《크래쉬》 – 폴 해기스, 로버트 모레스코 - 《굿 나잇 앤 굿 럭》 – 조지 클루니, 그랜트 헤슬로프 - 《매치 포인트》 – 우디 앨런 - 《오징어와 고래》 – 노아 바움백 - 《시리아나》 – 스티븐 개건 | - 《브로크백 마운틴》 – 래리 맥머티, 다이애나 오사나 - 애니 프루의 동명의 단편 소설 - 《카포티》 – 댄 퓨터먼 - 제럴드 클락의 동명의 저서 - 《콘스탄트 가드너》 – 제프리 케인 - 존 르 카레의 동명의 소설 - 《폭력의 역사》 – 조시 올슨 - 존 와그너와 빈스 로크의 동명의 그래픽 노블 - 《뮌헨》 – 토니 쿠슈너, 에릭 로스 - 조지 조나스의 《복수:이스라엘 대테러 작전팀의 실화》 |
| 장편 애니메이션 작품상 | 외국어 영화상 |
| - 《월리스와 그로밋: 거대 토끼의 저주》 – 닉 파크, 스티브 박스 - 《하울의 움직이는 성》 – 미야자키 하야오 - 《유령 신부》 – 마이크 존슨, 팀 버튼 | - 《갱스터 초치》 (남아프리카 공화국) - 개빈 후드 (아프리칸스어) - 《마음 속의 야수》 (이탈리아) - 크리스티나 코멘치니 (이탈리아어) - 《메리 크리스마스》 (프랑스) - 크리스티앙 카리옹 (프랑스어) - 《천국을 향하여》 (팔레스타인) - 하니 아부 아사드 (아랍어) - 《소피 숄의 마지막 날들》 (독일) - 마르크 로테문트 (독일어)                                                  |
| 장편 다큐멘터리 영화상 | 단편 다큐멘터리 영화상 |
| - 《펭귄 - 위대한 모험》 – 뤼크 자크, 이브 다롱도 - 《다윈의 악몽》 - 휴베르트 소퍼 - 《엔론 - 세상에서 제일 잘난 놈들》 — 앨릭스 기브니, 제이슨 클리엇 - 《머더볼》 — 헨리 앨릭스 루빈, 데이너 애덤 샤피로 - 《스트리트 파이트》 — 마셜 커리 | - 《정복의 기록》 – 코니 매리넌, 에릭 사이먼슨 - 《케빈 카터의 죽음》 – 댄 크라우스 - 《갓 슬립스 인 르완다》 – 킴벌리 아쿠아로, 스테이시 셔먼 - 《머슈룸 클럽》 – 스티븐 오카자키 |
| 단편 영화상 | 단편 애니메이션 작품상 |
| - 《식스 슈터》 – 마틴 맥도나 - 《오스레이서》 – 울리케 그로테 - 《캐쉬백》 – 숀 엘리스, 르니 보세거 - 《라스트 팜》 – 루나르 루나르손, 소르 S. 시귀리온손 - 《아워 타임 이즈 업》 – 롭 펄스타인, 피아 클레멘테 | - 《달과 아들 : 상상속의 대화》 – 존 케인메이커, 페기 스턴 - 《배드저레드》 – 섀런 콜먼 - 《제스퍼 모렐로의 신비한 모험》 – 앤서니 루커스 - 《9》 – 쉐인 에이커 - 《원 맨 밴드》 – 앤드루 히메네즈, 마크 앤드루스 |
| 음악상 | 주제가상 |
| - 《브로크백 마운틴》 – 구스타보 산타올라야 - 《콘스탄트 가드너》 – 알베르토 이글레시아스 - 《게이샤의 추억》 – 존 윌리엄스 - 《뮌헨》 – 존 윌리엄스 - 《오만과 편견》 – 다리오 마리아넬리 | - "It's Hard out Here for a Pimp" (《허슬 & 플로우》) – 조던 휴스턴, 세드릭 콜먼, 폴 보르가드 - "In the Deep" (《크래쉬》) – 캐슬린 "버드" 요크, 마이클 베커 - "Travelin’ Thru" (《트랜스아메리카》) – 돌리 파튼 |
| 음향편집상 | 음향효과상 |
| - 《킹콩》 – 마이크 홉킨스, 이선 밴 더 린 - 《게이샤의 추억》 – 윌리 스테이트먼 - 《우주 전쟁》 – 리처드 킹 | - 《킹콩》 – 크리스토퍼 보이어스, 마이클 세마닉, 마이클 헤지즈, 해먼드 피크 - 《나니아 연대기: 사자, 마녀, 그리고 옷장》 – 테리 포터, 딘 A. 주파닉, 토니 존슨 - 《게이샤의 추억》 – 케빈 오코넬, 그렉 P. 러셀, 릭 클라인, 존 프릿쳇 - 《앙코르》 – 폴 메이시, 더그 헴필, 피터 컬랜드 - 《우주 전쟁》 – 앤디 넬슨, 애나 벨머, 론 주드킨스                                      |
| 미술상 | 촬영상 |
| - 《게이샤의 추억》 – 아트 디렉션:존 마이어; 세트 데코레이션:그레첸 라우 - 《굿 나잇 앤 굿 럭》 – 아트 디렉션:짐 비셀; 세트 데코레이션:잰 패스클 - 《해리 포터와 불의 잔》 – 아트 디렉션:스튜어트 크레이그; 세트 데코레이션:스테파니 맥밀런 - 《킹콩》 – 아트 디렉션:그랜트 메이저; 세트 데코레이션:댄 헤나, 사이먼 브라이트 - 《오만과 편견》 – 아트 디렉션:세라 그린우드; 세트 데코레이션:케이티 스펜서 | - 《게이샤의 추억》 – 디온 비비 - 《배트맨 비긴즈》 – 월리 피스터 - 《브로크백 마운틴》 – 로드리고 프리에토 - 《굿 나잇 앤 굿 럭》 – 로버트 엘스윗 - 《뉴 월드》 – 에마누엘 루베스키 |
| 분장상 | 의상상 |
| - - 《나니아 연대기: 사자, 마녀, 그리고 옷장》 - 하워드 버거, 타미 레인' - 《신데렐라 맨》 – 데이비드 르로이 앤더슨, 랜스 앤더슨 - 《스타워즈 에피소드 3: 시스의 복수》 – 데이브 엘시, 니키 굴리 | - 《게이샤의 추억》 – 콜린 앳우드 - 《찰리와 초콜릿 공장》 – 가브리엘라 페스쿠치 - 《미세스 헨더슨 프리젠츠》 – 샌디 포웰 - 《오만과 편견》 – 재클린 듀런 - 《앙코르》 – 애리엔 필립스 |
| 편집상 | 시각효과상 |
| - 《크래쉬》 – 휴스 윈본 - 《신데렐라 맨》 – 마이크 힐, 댄 핸리 - 《콘스탄트 가드너》 – 클레어 심슨 - 《뮌헨》 – 마이클 칸 - 《앙코르》 – 마이클 매커스커 | - 《킹콩》 – 조 레터리, 브라이언 밴트 헐, 크리스천 리버스, 리처드 테일러 - 《나니아 연대기: 사자, 마녀, 그리고 옷장》 – 딘 라이트, 빌 웨스튼호퍼, 짐 버니, 스콧 파라 - 《우주 전쟁》 – 데니스 머렌, 파블로 헬만, 랜덜 M. 더트라, 댄 서딕 |

### 공로상
- 로버트 앨트먼 - 반복적으로 다른 모습의 예술 형식을 보여주고 영화 제작자와 관객들에게 영감을 준 그의 경력을 인정하며 수상되었다.[13]

### 두개 이상의 후보작과 수상작
| 후보 | 영화                                       |
| ---- | ------------------------------------------ |
| 8    | 《브로크백 마운틴》                        |
| 6    | 《크래쉬》                                 |
| 6    | 《굿 나잇 앤 굿 럭》                       |
| 6    | 《게이샤의 추억》                          |
| 5    | 《카포티》                                 |
| 5    | 《뮌헨》                                   |
| 5    | 《앙코르》                                 |
| 4    | 《킹콩》                                   |
| 4    | 《오만과 편견》                            |
| 4    | 《콘스탄트 가드너》                        |
| 3    | 《신데렐라 맨》                            |
| 3    | 《나니아 연대기: 사자, 마녀, 그리고 옷장》 |
| 3    | 《우주 전쟁》                              |
| 2    | 《폭력의 역사》                            |
| 2    | 《허슬 & 플로우》                          |
| 2    | 《미세스 헨더슨 프리젠츠》                 |
| 2    | 《노스 컨츄리》                            |
| 2    | 《시리아나》                               |
| 2    | 《트랜스아메리카》                         |

| 수상 | 영화                |
| ---- | ------------------- |
| 3    | 《브로크백 마운틴》 |
| 3    | 《크래쉬》          |
| 3    | 《킹콩》            |
| 3    | 《게이샤의 추억》   |

## 발표자와 공연자
다음의 인물들은 시상식에서 상 발표나 음악 공연을 한 사람들이다.

### 발표자
| 이름                                                        | 역할                                                         |
| ----------------------------------------------------------- | ------------------------------------------------------------ |
| 톰 케인                                                     | 제78회 아카데미 상 아나운서                                  |
| 니콜 키드먼                                                 | 남우조연상 발표자                                            |
| 벤 스틸러                                                   | 시각효과상 발표자                                            |
| 리즈 위더스푼                                               | 장편 애니메이션 작품상 발표자                                |
| 나오미 와츠                                                 | 주제가상 후보작 "Travelin' Thru" 공연 발표자                 |
| 루크 윌슨, 오웬 윌슨                                        | 단편 영화상 발표자                                           |
| 치킨 리틀 (잭 브래프 성우) and 애비 말라드 (조앤 쿠색 성우) | 단편 애니메이션 작품상 발표자                                |
| 제니퍼 애니스턴                                             | 의상상 발표자                                                |
| 러셀 크로                                                   | 전기 영화 몽타주 발표자                                      |
| 스티브 카렐, 윌 페렐                                        | 분장상 발표자                                                |
| 레이철 매캐덤스                                             | 아카데미 과학기술상, 고든 E. 소이어상 부분 발표자            |
| 모건 프리먼                                                 | 여우조연상 발표자                                            |
| 로런 버콜                                                   | 필름 누아르 몽타주 발표자                                    |
| 테렌스 하워드                                               | 단편 다큐멘터리 영화상 발표자                                |
| 샤를리즈 테론                                               | 장편 다큐멘터리 영화상 발표자                                |
| 제니퍼 로페즈                                               | 주제가상 후보작 "In the Deep" 공연 발표자                    |
| 샌드라 불록, 키아누 리브스                                  | 미술상 발표자                                                |
| 새뮤얼 L. 잭슨                                              | 정치 영화 몽타주 발표자                                      |
| 시드 재니스 (AMPAS 회장)                                    | 영화 예술 과학 아카데미가 후원하는 활동 관련 특별 발표       |
| 셀마 헤이엑                                                 | 음악상 후보작들의 특별 기악 단독 공연과 음악상 수상작 발표자 |
| 제이크 질렌홀                                               | 서사 영화 몽타주 발표자                                      |
| 제시카 알바, 에릭 바나                                      | 음향효과상 발표자                                            |
| 메릴 스트립, 릴리 톰린                                      | 로버트 앨트먼에게 주어지는 아카데미 공로상 발표자            |
| 루다크리스                                                  | 주제가상 후보작 "It's Hard out Here for a Pimp" 공연 발표자  |
| 퀸 라티파                                                   | 주제가상 발표자                                              |
| 제니퍼 가너                                                 | 음향편집상 발표자                                            |
| 조지 클루니                                                 | 고인을 추모하며 부문 발표자                                  |
| 윌 스미스                                                   | 외국어 영화상 발표자                                         |
| 장쯔이                                                      | 편집상 발표자                                                |
| 힐러리 스웽크                                               | 남우주연상 발표자                                            |
| 존 트라볼타                                                 | 촬영상 발표자                                                |
| 제이미 폭스                                                 | 여우주연상 발표자                                            |
| 더스틴 호프먼                                               | 각색상 발표자                                                |
| 우마 서먼                                                   | 각본상 발표자                                                |
| 톰 행크스                                                   | 감독상 발표자                                                |
| 잭 니콜슨                                                   | 작품상 발표자                                                |

### 공연자
| 이름                          | 역할                   | 공연 곡                                             |
| ----------------------------- | ---------------------- | --------------------------------------------------- |
| 빌 콘티                       | 음악 편곡자이자 지휘자 | 오케스트라                                          |
| 돌리 파튼                     | 공연자                 | 《트랜스아메리카》의 "Travelin' Thru"               |
| 캐슬린 요크                   | 공연자                 | 《크래쉬》의 "In the Deep"                          |
| 이츠하크 펄먼                 | 공연자                 | 음악상 후보작들에 대한 연주 공연                    |
| 스리 6 마피아, 타라지 P. 헨슨 | 공연자                 | 《허슬 & 플로우》의 "It's Hard Out Here for a Pimp" |

## 같이 보기
- 제12회 미국 배우 조합상
- 제26회 골든 래즈베리상
- 제58회 프라임타임 에미상
- 제59회 영국 아카데미 영화상
- 제63회 골든 글로브상